# سایوز۱
سایوز ۱ (به روسی: Союз 1) (به معنای اتحاد ۱) یک فضاپیمای سرنشین دار برنامه فضایی سایوز ساخت اتحاد جماهیر شوروی سوسیالیستی است. این فضاپیما نخستین فضاپیمای سایوز است که در تاریخ ۲۳ آوریل ۱۹۶۷ (۳ اردیبهشت ۱۳۴۶) به فضا پرتاب شد. سرهنگ ولادیمیر کومارف تنها سرنشین فضاپیمای سایوز -۱ متأسفانه هنگام بازگشت از فضا دچار حادثه شد و جان خود را از دست داد. وی اولین کسی بود که در یک سفر فضایی کشته شد. یوری گاکارین فضانورد پشتیبان این مأموریت بود.

## پیشینه مأموریت
اتحاد جماهیر شوروی یک برنامه سری را برای سفر به ماه دنبال می‌کرد. از این رو می‌بایست فضاپیمایی طراحی می‌شد که بتواند به ماه سفر کند. فضاپیماهای وستک و وسخد با آن‌که رکوردها و تجربیات خوبی را برای مهندسین روسی به ثبت رساند، اما توانایی انجام بسیاری از مانورهای مداری لازم را برای انجام عملیات سفر به ماه نداشت. مهم‌ترین این مانورها رهگیری، ملاقات و الحاق فضاپیماها در مدار زمین بود. همچنین با توجه به این‌که در ناوهای کیهانی پیشین شوروی مشکلات بی‌شماری وجود داشت، از این رو این سفینه‌ها از ضریب اطمینان بالایی برخوردار نبودند. به همین دلیل طراحی یک فضاپیمای مطمئن که پاسخگوی طرح‌ها و اهداف روس‌ها در فضا باشد، الزامی بود. در نتیجه طرح ناوهای کیهانی سایوز با جدیت دنبال شد و در نهایت پس از چند پرواز آزمایشی بی‌سرنشین، نوبت به آزمودن عملکرد آن در یک مأموریت فضایی سرنشین‌دار بود. این مأموریت به دلایلی که گفته می‌شود ناکام ماند و بعدها اهدافی که از انجام این پرواز دنبال می‌شد در مأموریت مشترک ناوهای کیهانی سایوز ۴ و ۵ محقق شدند.

## شرح مأموریت

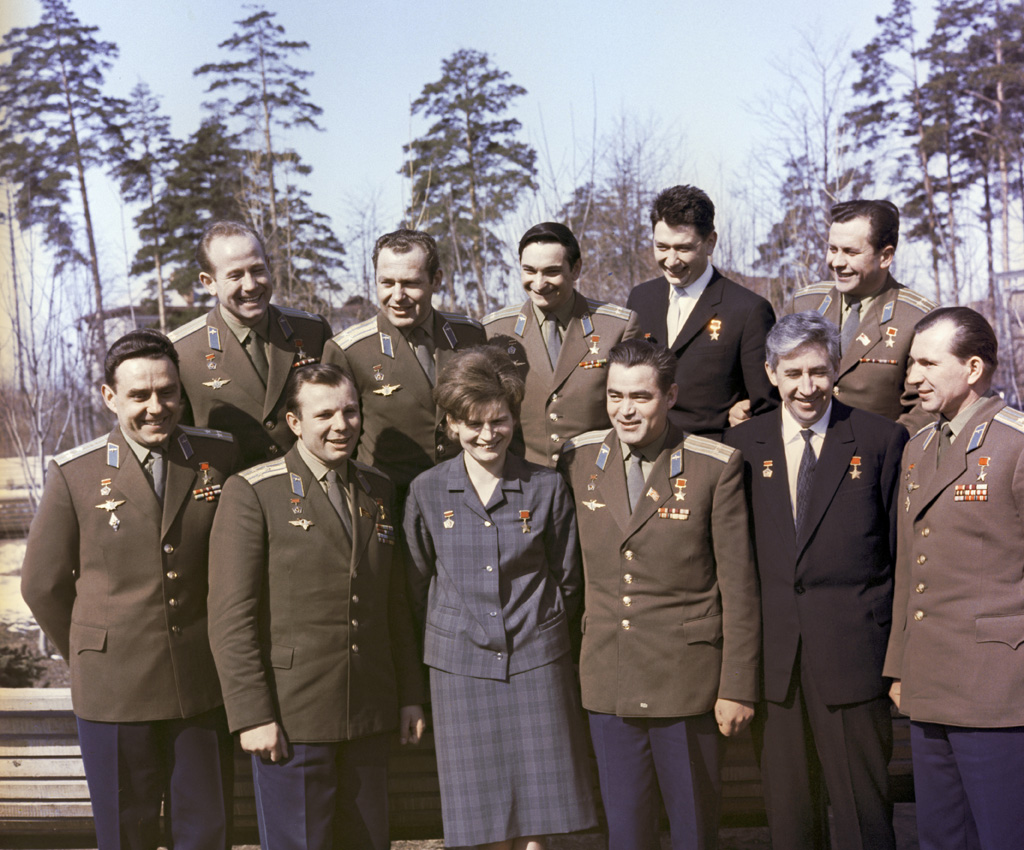
ولادیمیر کاماروف در میان جمعی از فضانوردان شوروی (نفر اول از پایین سمت چپ)

هدف از پرتاب سایوز ـ ۱ علاوه بر آزمایش دستگاه‌های فضاپیمای سایوز طی یک مأموریت سرنشین‌دار، انجام یک پرواز مشترک با ناو کیهانی سایوز ـ ۲ بود که طبق برنامه می‌بایست یک روز پس از پرتاب سایوز ـ ۱ با سه سرنشین به فضا می‌رفت. برنامه از این قرار بود که این دو فضاپیما پس از آن‌که در فضا همدیگر را رهگیری و ملاقات کردند، دو کیهان‌نورد حاضر در سایوز ـ ۲ طی یک راهپیمایی فضایی به سایوز ـ ۱ منتقل شوند و بعد هر دو فضاپیما به زمین بازگردند. اما به دلیل مشکلات بی‌شماری که برای سایوز ـ ۱ پیش آمد، هیچ‌گاه این عملیات صورت نپذیرفت. 

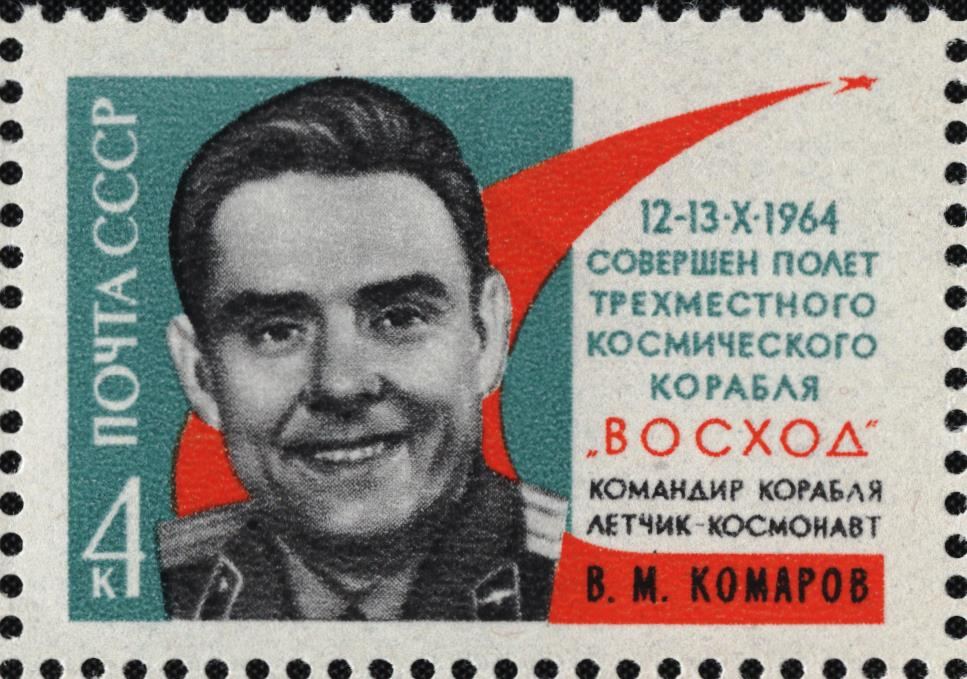
تصویر ولادیمیر کاماروف بر روی تمبر

مشکلات مدت کوتاهی پس از پرتاب آشکار شدند؛ زمانی که صفحات خورشیدی سایوز به درستی باز نشدند و دستگاه‌های فضاپیما برای فعالیت با کمبود انرژی الکتریکی مواجه شدند. سامانهٔ جهت‌یابی سایوز که در مانورهای مداری کاربرد داشت از کار افتاده بود. در سیزدهمین گردش به دور زمین، دستگاه‌های هدایت خودکار از کار افتادند و دستگاه‌های هدایت دستی نیز کار زیادی از پیش نمی‌بردند.
مدیران پروژه با بررسی اوضاع تصمیم گرفتند تا مأموریت سرنشینان سایوز ـ ۲ را تغییر دهند. آن‌ها می‌بایست هنگام ملاقات با سایوز ـ ۱ در فضا، طی یک راهپیمایی فضایی، اقدام به تعمیر و بازکردن صفحات خورشیدی سایوز ـ ۱ می‌کردند. اما انتشار گزارشی که خبر از بارندگی شدید در پایگاه فضایی بایکانور می‌داد، پرتاب سایوز ـ ۲ را غیرممکن می‌ساخت. 

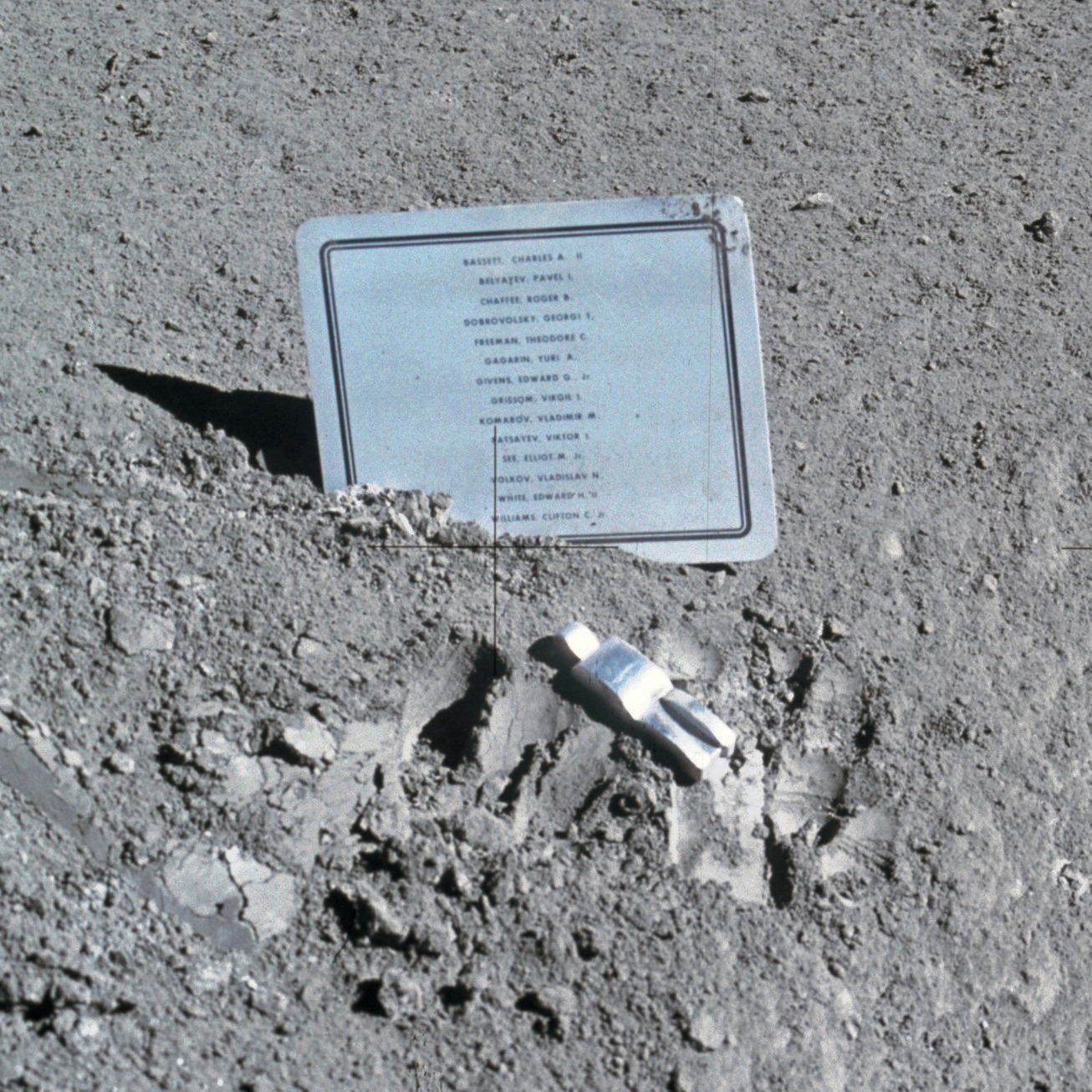
فضانورد افتاده

مدیران پروژه، با لغو مأموریت اصلی، تنها به بازگشت سالم فضاپیما از فضا فکر می‌کردند و در تلاش بودند تا کیهان‌نورد سالم به زمین بازگردد. پس از گزارش کومارف در دور ۱۳، مرکز فرماندهی تلاش‌ها را برای بازگشت سالم فضاپیما به زمین آغاز کرد.
مدیران در اولین اقدام والنتینیا، همسر کومارف را به مرکز فرماندهی آوردند تا با صحبت‌های خود کومارف را دلداری دهد و وضعیت روحی وی را بهبود بخشد. اما کومارف از تکان‌های شدید در فضاپیما خبر می‌داد و پس از یک سکوت کوتاه، فقط توانست به همسر خود بگوید: «خداحافظ»!
با توجه به تمام مشکلاتی که پیش آمده بود، مهندسان هنوز به بازگشت سالم فضاپیما امیدوار بودند. چون سامانهٔ هدایت دستی سایوز هنوز کاملاً از کار نیفتاده بود و کومارف می‌توانست فضاپیما را تا حدودی کنترل کند. در هجدهمین گردش به دور زمین، بر فراز خاک روسیه، عملیات کاهش ارتفاع با روشن شدن موتور اصلی فضاپیما در جهت خلاف حرکت با موفقیت انجام گردید. سایوز با زاویه و جهت مناسب وارد جو زمین شد. اما حادثهٔ بعدی رخ داد؛ چتر اصلی به علت نقص در یکی از حسگرها باز نشد. هر چند کومارف سعی کرد چتر را به‌طور دستی باز کند، ولی متأسفانه چتر به هنگام بازشدن به هم گره خورد. فضاپیما با سرعت ۱۴۵ کیلومتر بر ساعت فرود می‌آمد و سرانجام با این سرعت به زمین برخورد کرد. مزرعه‌دارانی که در آن اطراف مشغول به کار بودند، با دیدن این وضعیت برای نجات فضانورد به سمت فضاپیما دویدند؛ ولی وقوع یک حادثهٔ دیگر، کار را تمام کرد. موتورهای فرود، ناگهان روشن شدند و انفجاری مهیب رخ داد و آتش تمام فضاپیما را دربرگرفت و بر اثر این انفجار سایوز کاملاً منهدم شد. شاید در این پرواز تنها سیستمی که طبق برنامه کار کرد، موتورهای فرود بود! چرا که این موتورها طبق زمان‌بندی خود می‌بایست روشن می‌شدند. اما از آن‌جایی که سایوز زودتر از آنچه فکر می‌شد روی زمین فرود آمد، این موتورها زمانی روشن شدند که فضاپیما کاملاً روی زمین نشسته بود.
البته کومارف بر اثر انفجار ناشی از کارکرد موتورهای فرود کشته نشد، بلکه او در اثر همان برخورد شدید فضاپیما به زمین در ابتدای کار جان باخته بود.
پس از این حادثه خاکستر بدن ولادیمیر کومارف به عنوان یک قهرمان ملی در پای دیوار کرملین به خاک سپرده شد.
سرهنگ کاماروف دو بار در مأموریت‌های فضایی دیگر مورد احترام و تکریم قرار گرفت. بار اول در مأموریت آپولو ۱۱ و بار دوم در مأموریت آپولو ۱۵ که نام او در پلاک معروف فضانورد افتاده نقش بسته شده بود.